# دتلف ایرگانگ
دتلف ایرگانگ (انگلیسی: Detlef Irrgang؛ زادهٔ ۲۷ مهٔ ۱۹۶۶) بازیکن فوتبال اهل آلمان است.
از باشگاه‌هایی که در آن بازی کرده‌است می‌توان به باشگاه فوتبال انرژی کوتبوس اشاره کرد.